# Banding Anyar
Banding Anyar is een bestuurslaag in het regentschap Ogan Komering Ilir van de provincie Zuid-Sumatra, Indonesië. Banding Anyar telt 639 inwoners (volkstelling 2010).